# Дейвид Полицер
Хю Дейвид Полицер (на английски: Hugh David Politzer) е американски физик, лауреат на Нобелова награда за физика за 2004 г.
Наградата му е присъдена за „откриването на асимптотичната свобода в теорията за силното ядрено взаимодействие“, която той открива с другите двама нобелови лауреати за 2004 година – Франк Уилчек и Дейвид Грос, но независимо от тях.

## Биография
Роден е на 31 август 1949 г. в Ню Йорк, САЩ. Завършва Природоматематическата гимназия в Бронкс. През 1969 г. получава бакалавърска степен от Мичиганския университет, а докторска дисертация защитава през 1974 г. в Харвард. Става професор в Калифорнийския технологичен институт.
През 1989 г. изиграва малка роля във филма Fat Man and Little Boy („Дебелака и Малчугана“) за проекта Манхатън.

## Научна работа
Открива асимптотичната свобода през 1973 г., в първата си публикувана статия. Свойството на кварките да се държат като свободни частици, когато са близко едни до други, е открито едновременно от Франк Уилчек и Дейвид Грос в Принстън, и е важна част от теорията на квантовата хромодинамика. Има участие в теоретичното предсказване на J/Ψ-частицата, която е съставена от чаровен и античаровен кварк.